# Amphiaraos-Maler

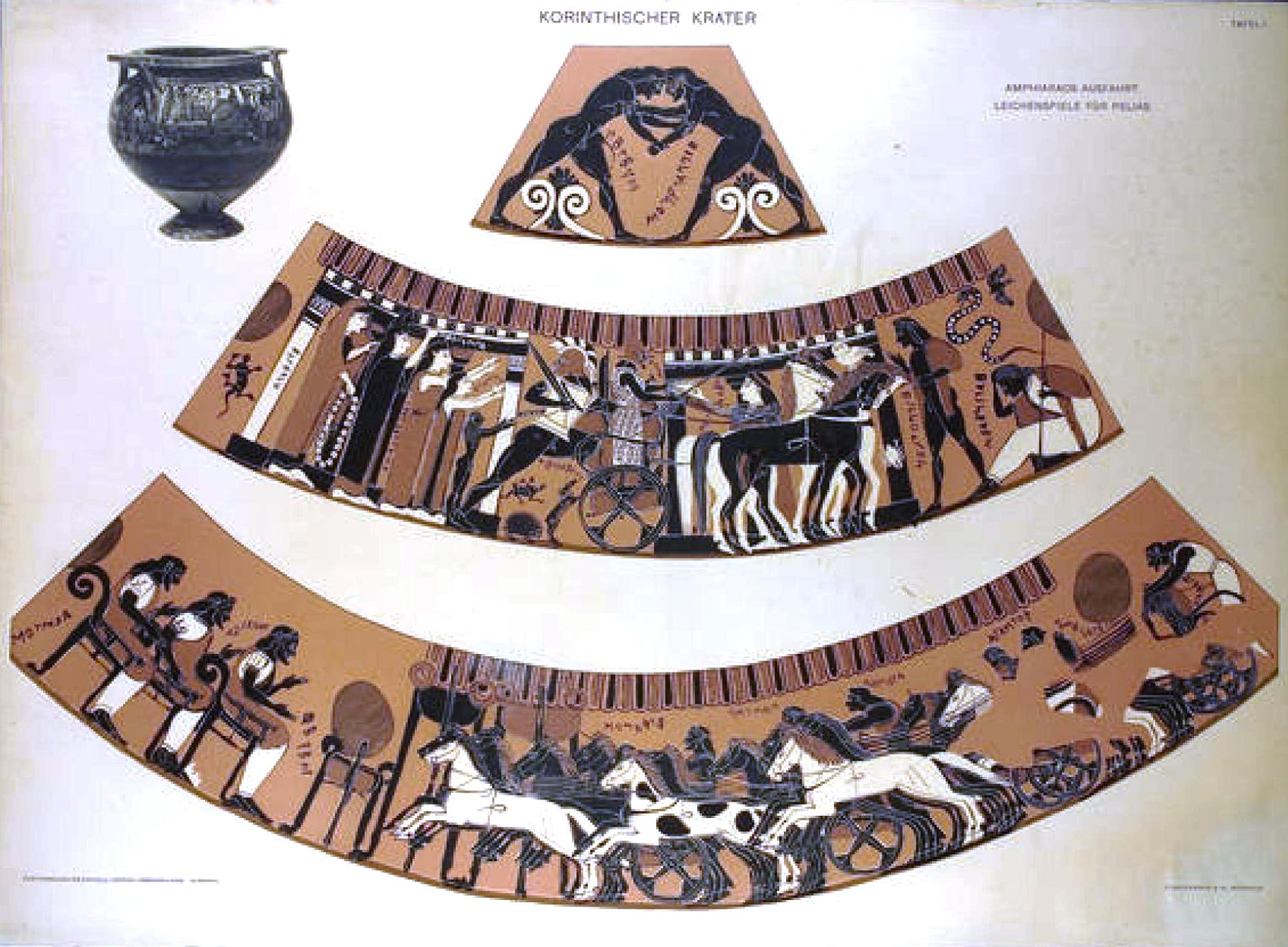
Der Amphiaraos-Krater

Der Amphiaraos-Maler war ein mit einem Notnamen bezeichneter antiker griechischer Vasenmaler, der seine Werke im korinthisch-schwarzfigurigen Stil verzierte. Er arbeitete während der Spätkorinthischen Phase des Stils (etwa 575 bis 550 v. Chr.). Seine Werke werden etwa zwischen die Jahre 560 und 550 v. Chr. datiert, er ist damit einer der letzten korinthischen Vasenmaler des schwarzfigurigen Stils. Der Amphiaraos-Maler bemalte in erster Linie Kolonettenkratere. Sein Hauptwerk ist der seit dem Ende des Zweiten Weltkrieges verschollene Amphiaraos-Krater, ehemals in Berlin.